# Chloroclystis pugnax
Chloroclystis pugnax là một loài bướm đêm trong họ Geometridae.